# Dido abandonada (Portugal)
Dido abandonada (título original en italiano, Didone abbandonata) es una ópera en tres actos del compositor portugués Marcos Antonio Portugal (Lisboa, 1762 – Río de Janeiro, 1830) con libreto de Pietro Metastasio, revisado por Giuseppe Caravita, cuyo estreno, con motivo del cumpleaños de la reina María I de Braganza, tuvo lugar en el Teatro San Carlos de Lisboa, el 17 de diciembre de 1803. 

## Antecedentes
El libreto de Didone abandonata fue escrito por Metastasio para que fuera utilizado por el compositor italiano Domenico Natale Sarro para componer una ópera homónima en tres actos, cuyo estreno tuvo lugar en el Teatro San Bartolomé de Nápoles, el 1 de febrero de 1724. Posteriormente a Sarro fueron más de 70 los compositores que crearon óperas sobre el mismo libreto, entre ellos Händel, Hasse, Paisiello o Päer, siendo el último Carl Gottlieb Reissiger cuya Dido se estrenó en Dresde justo 100 años después, en 1824.

## Libreto
Las fuentes a las que acudió Metastasio para escribir el libreto fueron La Eneida  y  Los Fastos  de los poetas romanos Virgilio y Ovidio respectivamente.

El libreto es el segundo de la producción de Metastasio, estando comprendido entre Siface, re di Numidia  (1723) y  Siroe, re di Persia (1726).

## Personajes
| Personaje                                  | Tesitura   | Reparto el 17 de diciembre de 1803 Director: Marcos Antonio Portugal |
| ------------------------------------------ | ---------- | -------------------------------------------------------------------- |
| Dido, reina de Cartago.                    | soprano    | Angelica Catalani                                                    |
| Eneas, héroe troyano.                      | sopranista | Pietro Matucci                                                       |
| Jarbas, rey moro bajo el nombre de Arbace. | tenor      | Francesco Domenico Mombelli                                          |
| Selene, hermana de Dido.                   | soprano    | Giuseppa Pellizzoni                                                  |
| Osmida, confidente de Dido.                | tenor      | Michele Bologna                                                      |
| Araspe, confidente de Jarbas.              | tenor      | Michele Bologna                                                      |

## Argumento

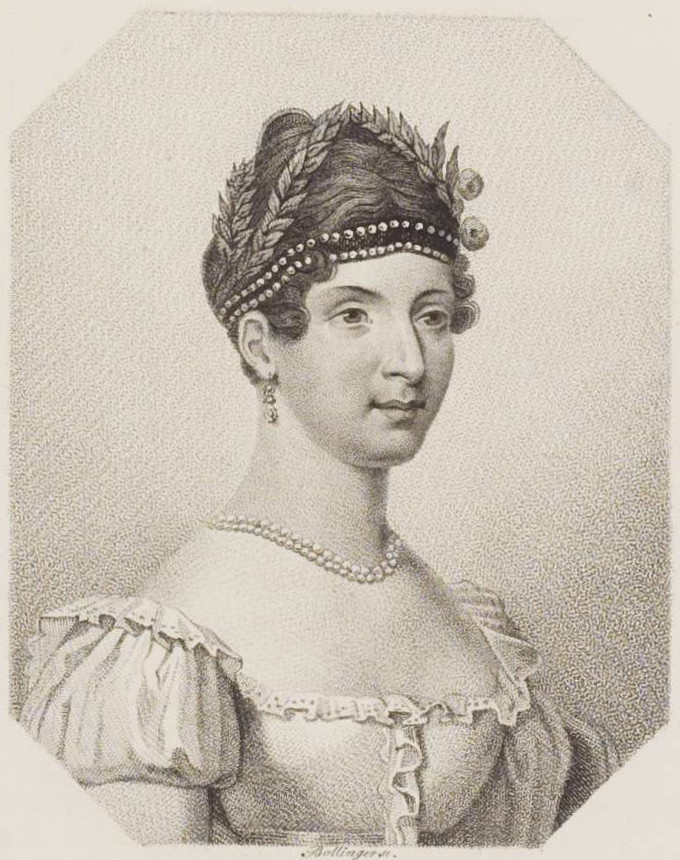
La soprano Angelica Catalani

La acción se desarrolla en Cartago. 

Dido, viuda de Siqueo, tras serle asesinado el marido por su hermano Pigmalión, rey de Tiro, huyó con inmensas riquezas a África donde, comprando suficiente territorio, fundó Cartago. 

Fue allí solicitada como esposa por muchos, particularmente por Jarbas, rey de los moros, rehusando siempre, pues decía querer guardar fidelidad a las cenizas del extinto cónyuge. 

Mientras tanto, el troyano Eneas, habiendo sido destruida su patria por los griegos, cuando se dirigía a Italia fue arrastrado por una tempestad hasta las orillas de África, siendo allí recogido y cuidado por Dido, la cual se enamoró de él ardientemente; pero mientras éste se complacía y se demoraba en Cartago por el cariño de la misma, los dioses le ordenaron que abandonara aquel cielo y que continuara su camino hacia Italia donde le prometieron que habría de resurgir una nueva Troya. Él partió, y Dido, desesperadamente, después de haber intentado en vano retenerlo, se suicidó. 

Todo esto lo cuenta Virgilio, uniendo el tiempo de la fundación de Cartago a los errores de Eneas, en un bello anacronismo. 

Ovidio, en el tercer libro de sus Fastos, recoge que Jarbas se apoderó de Cartago tras la muerte de Dido, y que Ana, hermana de la misma, a la que llamaremos Selene, estaba ocultamente enamorada de Eneas. 

Por comodidad de la representación se finge que Jarbas, atraído por ver a Dido, se introduce en Cartago como embajador de sí mismo, bajo el nombre de Arbace. 

## Influencia
Metastasio tuvo gran influencia sobre los compositores de ópera desde principios del siglo XVIII a comienzos del siglo XIX. Los teatros de más renombre representaron en este período obras del ilustre italiano, y los compositores musicalizaron los libretos que el público esperaba ansioso. Didone abbandonata fue utilizada por más de 70 compositores para componer otras tantas óperas de las que casi ninguna de ellas ha sobrevivido al paso del tiempo.